# 黃斑角魴鮄
黃斑角魴鮄，為輻鰭魚綱鮋形目牛尾魚亞目角魚科的其中一種，分布於西南太平洋區的紐西蘭海域，棲息深度512-515公尺，體長可達15公分，為底棲性魚類，生活在大陸坡，屬肉食性。

## 擴展閱讀
維基物種上的相關：黃斑角魴鮄